# Lover (album)
A Lover Taylor Swift amerikai énekes-dalszerző hetedik stúdióalbuma, amely 2019. augusztus 23-án jelent meg a Republic Records gondozásában. Ez az első albuma a Big Machine Records kiadótól való távozása után, amit követően Swift jogi vitába keveredett korábbi albumainak tulajdonjogát illetően.
Swift a 2018-as Reputation Stadium Tour befejezése után vette fel a Lovert, miután az előző stúdióalbumát, a 2017-es Reputationt megelőző nyilvános vitákat követően újrakalibrálta magánéletét és művészi irányát. A Lover producerei Swift mellett Jack Antonoff, Joel Little, Louis Bell és Frank Dukes voltak. A Swift által „szerelmes levélként” jellemzett album olyan széleskörű érzelmeket boncolgat, mint a rajongás, az elköteleződés, a vágy és a szívfájdalom; néhány dal olyan témákat tárgyal, mint az LMBT-jogok és a feminizmus. A produkció egy 1980-as évek ihlette elektropop, pop-rock és szintipop hangzást tartalmaz, amelyet hangulatos szintetizátorok, középtempós ritmusok és akusztikus hangszerek jellemeznek country, folk és funk elemekkel.
Swift széles körben népszerűsítette a Lovert televíziós műsorokban, magazinok címlapjain és sajtóinterjúkban. A Lover borítója és vizuális esztétikája élénk pasztellszíneket tartalmaz. Négy kislemez jelent meg 2019–2020-ban: a Me!, a You Need to Calm Down, a Lover és a The Man; az első három a Billboard Hot 100 első tíz helyére került. Az ötödik kislemez, a Cruel Summer 2023-ban jelent meg, és vezette a Billboard Hot 100 listáját. Az Egyesült Államokban a Lover volt Swift hatodik egymást követő Billboard 200-as listavezető albuma és a 2019-es év legkelendőbb albuma, az Amerikai Hanglemezgyártók Szövetsége pedig háromszoros platina minősítést adott neki. Világszerte a legkelendőbb szólóalbum volt 2019-ben, Ausztráliában, Kanadában, Új-Zélandon, Norvégiában és az Egyesült Királyságban a listák élén végzett, és platina minősítést szerzett.
A Lover megjelenésekor a zenekritikusok általában dicsérték Swift dalszerzésének érzelmi érettségét és szabadszellemű hangzását, de néhányan a szerteágazó zenei stílusokat összefüggéstelennek tartották. Számos kiadvány felvette az albumot a 2019-es év legjobb albumainak rangsorába. A lemezt jelölték A legjobb popalbumnak járó Grammy-díjra, és elnyerte A kedvenc pop/rock albumnak járó American Music Awards-díjat. A visszatekintő kritikák a Lovert Swift diszkográfiájának gyengébb albumaként helyezték el, fenntartva érett dalszerzői munkásságát, de azt mondták, hogy az eklektikus hangzás vegyes eredményeket hozott.

## Fordítás
Ez a szócikk részben vagy egészben  a   Lover (album) című angol Wikipédia-szócikk ezen változatának fordításán alapul.  Az eredeti cikk szerkesztőit annak laptörténete sorolja fel. Ez a jelzés csupán a megfogalmazás eredetét és a szerzői jogokat jelzi, nem szolgál a cikkben szereplő információk forrásmegjelöléseként.